# Leymus nikitinii
Leymus nikitinii là một loài thực vật có hoa trong họ Hòa thảo. Loài này được (Czopanov) Tzvelev mô tả khoa học đầu tiên năm 1973.